# 外债

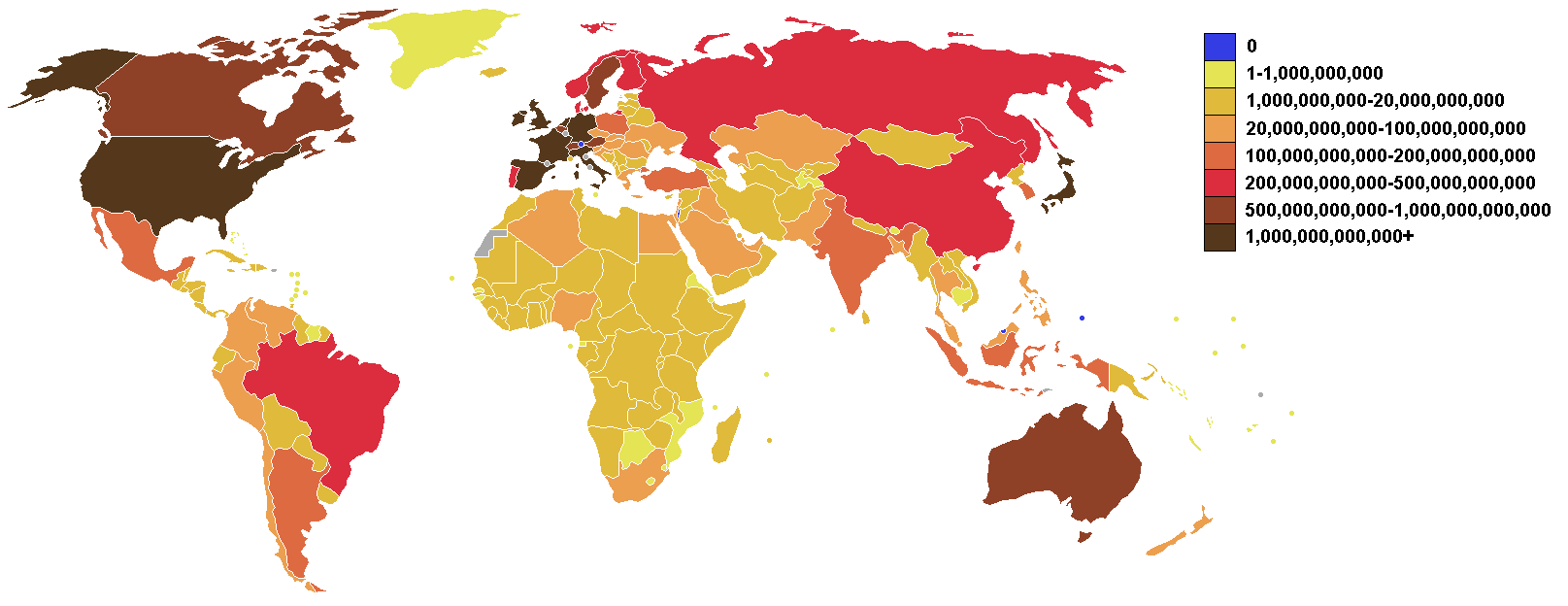
各国外债示意图（据2005年CIA数据）

外债（或对外债务）（英語：或）是一个国家所拥有的、债权人为外国的债务。债务人可以是政府、企业或私人。债权人可以是私人商业银行、其他政府或国际金融机构（如国际货币基金组织和世界银行）。

## 定义
根据国际货币基金组织的定义，外债总额是指“在任一时点上的目前的实际（不是或有）负债总额，该负债要求债务人在未来某一时点偿还本金和/或利息，并且是某一经济体居民对非居民的欠债”。